# ISG Schwerin
Die Industriesportgemeinschaft Schwerin gehörte zwischen 1970 und 1990 zu den größten Sportgemeinschaften der DDR-Bezirkshauptstadt Schwerin.

## Gründung
Die Bezirkshauptstadt Schwerin hatte während des Bestehens der höchsten DDR-Fußballklasse nur im Anfangsjahr 1949/50 mit Vorwärts Schwerin einen Vertreter in der Oberliga. Er musste am Ende der Saison als Tabellenletzter absteigen. Erst ab 1963 konnte sich Dynamo Schwerin dauerhaft in der zweitklassigen DDR-Liga etablieren. Ende der 1960er Jahre beschlossen die Schweriner Sportfunktionäre, für den Bezirk Schwerin eine leistungsstarke Sportgemeinschaft zu schaffen, die unabhängig von der der Sportvereinigung Dynamo unterstellten SG Dynamo Schwerin Fußballschwerpunkt werden sollte. Unter Führung des Plastmaschinenwerkes gründeten daraufhin mehrere Schweriner Betriebe Anfang der 1970er Jahre die Industriesportgemeinschaft (ISG) Schwerin Süd. Sie wurde wie vorgesehen in den folgenden Jahren hauptsächlich durch ihre Fußballsektion bekannt, die größeren Erfolge hatten jedoch die Volleyballfrauen, die 1979 und 1980 DDR-Pokalsieger wurden.

## Zweit- und drittklassiger Fußball
1975 erreichte die im Sportpark Lankow spielende ISG-Fußballmannschaft über Kreis- und Bezirksklasse die drittklassige Bezirksliga Schwerin. Nach einem 5. Platz 1976 gewann sie ein Jahr später die Bezirksmeisterschaft und hatte sich damit für die zweitklassige DDR-Liga qualifiziert. Dort konnte sie sich bis 1984 stets im Mittelfeld der aus zwölf Mannschaften bestehenden Staffel A behaupten. Sie hatte sich dabei immer wieder der Konkurrenz der Lokalrivalen Dynamo und Motor Schwerin zu erwehren, mit denen sie 1983/84 sogar zu dritt in der DDR-Liga spielen musste. Es gelang der ISG jedoch, stets leistungsstarke Spieler für sich zu gewinnen, unter denen auch mehrere Aktive vom Konkurrenten Dynamo kamen, so die Torwarte Rehm (1978) und Simbeck (1982), dazu die Stürmer Hacker (1975), Lewerenz (1980) und Wilke (1984). Weitere nennenswerte Verstärkungen aus dem Bezirk Schwerin gab es kaum, dagegen konnten oberligaerfahrene Spieler wie Axel Bergmann (27 Oberligaspiele für Hansa Rostock), Jens-Uwe Schlieder (20 Oberligaspiele für den 1. FC Lokomotive Leipzig), Olaf Spandolf (24 Oberligaspiele für Hansa Rostock) und Volker Witt (13 Oberligaspiele für Vorwärts Frankfurt) gewonnen werden. In der Spielzeit 1979/80 erreichte die ISG mit einem 4. Rang die beste Platzierung in ihrer DDR-Liga-Zeit. Die Stammformation hatte folgendes Aussehen:
| Klaus Rehm (14 Einsätze, 29 Jahre) Peter Schult (12/23) Axel Bergmann (22/30), Jörg Meinke (19/25), Hartmut Strohmenger (21/27) Artur Schumann (22/24), Hans-Jürgen Lüttjohann (19/29), Wolfhard Ortmann (19/26) Manfred Hausmann (20/28), Wolfgang Schwerin (22/25), Jörg Twarz (18/23) |

In den 22 Begegnungen, von denen bei einem Torverhältnis von 47:27 zehn gewonnen wurden, setzte Trainer Werner Sewe insgesamt 18 Spieler ein. Das Zuschauerinteresse hielt sich allerdings in Grenzen, in den 5000 Zuschauer fassenden Sportpark Lankow kamen in dieser Spielzeit durchschnittlich nur 1000 Besucher. Nur im Spitzenspiel gegen Oberligaabsteiger Hansa Rostock kamen 2000 Zuschauer. 
Als bekannt wurde, dass mit der Spielzeit 1984/85 die bisher 60 Mannschaften umfassende DDR-Liga auf 36 Teilnehmer in zwei Staffeln reduziert werden sollte, bekräftigten die Schweriner Sportfunktionäre erneut den Status der ISG als Leistungszentrum des Bezirkes und riefen die Trägerbetriebe auf, die Sportgemeinschaft verstärkt zu fördern. Als sichtbares äußeres Zeichen wurde der Name der Sportgemeinschaft in ISG Schwerin geändert. Die sportlichen Leistungen der Fußballmannschaft konnten jedoch nicht mithalten. Am Ende der Saison 1984/85 landete die ISG bei nur sieben Siegen aus 34 Spielen auf dem vorletzten Platz und musste in die drittklassige Bezirksliga absteigen. Zwar gelang ein Jahr später der sofortige Wiederaufstieg, dem aber postwendend der umgehende Abstieg zurück in die Bezirksliga folgte. In der Spielzeit 1987/88 fusionierte die ISG mit der BSG Tiefbau Schwerin und nannte sich danach ISG Tiefbau. Unter diesem Namen wurde sie Bezirksmeister und qualifizierte sich dadurch für die Aufstiegsrunde zur DDR-Liga. Der Aufstieg wurde mit Platz 4 jedoch verpasst.

## Ligastatistik
| 1975–1977 | Bezirksliga Schwerin |
| 1977–1985 | DDR-Liga             |
| 1985/86   | Bezirksliga Schwerin |
| 1986/87   | DDR-Liga             |
| 1987–1991 | Bezirksliga Schwerin |

## Das Ende nach der Wende
Bis zum Ende des DDR-Fußballbetriebes blieb die ISG drittklassig. Mit der wirtschaftlichen Umwälzung infolge der politischen Wende von 1989 endete die Trägerschaft der Schweriner Betriebe. Auf der Grundlage des nun auch in Ostdeutschland geltenden Vereinsrechts gründete sich 1990 aus der bisherigen ISG Tiefbau der VfL Tiefbau, ab 1991 VfL Schwerin – infolge Austritts der ehemaligen Tiefbau-Mitglieder (sie gründeten den FC Tiefbau (ab 1994 SSG Schwerin-Görries) neu und bekamen den Startplatz der II. Mannschaft in der Bezirksklasse). Gleichzeitig schloss sich der FSV Grün-Weiß (bis 1990 BSG Chemie) dem VfL an. Mangels ausreichender eigener Finanzkraft schloss sich der VfL Schwerin seinerseits aber schon 1992 dem Schweriner SC an, der wiederum 1997 im FC Eintracht Schwerin aufging.
|                                       |
| Fett: Heute noch existierende Vereine |

## Personen
Kamen namhafte Fußballspieler zu DDR-Liga-Zeiten von DDR-Oberligamannschaften zur ISG, so gelang es umgekehrt René Schneider, 1989 von der ISG kommend, eine überdurchschnittliche Fußballkarriere zu starten. Diese begann beim 1. FC Magdeburg mit 12 DDR-Oberligaspielen, setzte sich bei Hansa Rostock, Borussia Dortmund und dem Hamburger SV (insgesamt 42 Bundesligaspiele) fort und gipfelte beim Länderspieleinsatz im Spiel Südafrika – Deutschland am 15. Dezember 1995 (0:0).